# Autopista Ruta de la Plata

Panel informativo de la autopista AP-66.

La autopista Ruta de la Plata (AP-66), también conocida como autopista del Huerna por atravesar ese valle, es una autopista española de 78 kilómetros, que se corresponde con el tramo de peaje de la autovía Ruta de la Plata. Sin perjuicio de su continuidad desde Gijón a Sevilla, como tramo de pago comienza en Campomanes (Asturias) y acaba en Valverde de la Virgen (León). Está calificada por la concesionaria como autopista de alta montaña, pues atraviesa de norte a sur la cordillera Cantábrica con una cota máxima de 1229 metros.

## Historia y descripción
Fue adjudicado en el año 1975, y se inició su construcción en 1976 y en agosto de 1983 se abrió al tráfico su primera fase. Se terminó en su totalidad en 1997 con el desdoblamiento del túnel del Negrón.
Los siete túneles de la autopista alcanzan una longitud de 16 913 metros, representando aproximadamente el 11 % del recorrido total. Destaca el túnel de El Negrón II, de 4144 metros de longitud y situado a una cota de 1229 metros.
El viaducto Ingeniero Carlos Fernández Casado que salva el embalse de Barrios de Luna. Es un puente atirantado especial de 440 metros de luz. Esta obra estableció en su momento un nuevo récord mundial de luz en este tipo de puentes.

## Concesión y peajes
Desde la apertura al tráfico de la AP-66, la sociedad Aucalsa (Autopista Concesionaria Astur-Leonesa, S.A.) posee la concesión administrativa para su explotación que, inicialmente, tenía vigencia hasta el año 2021 y que fue prorrogada en 2000 hasta el 17 de octubre de 2050, con José María Aznar como presidente y Rafael Arias-Salgado como ministro de Fomento. La concesionaria pertenece a la sociedad empresarial Itínere. 
La complicada orografía de los valles que atraviesa y las difíciles condiciones climatológicas de la zona, especialmente en invierno, elevan ostensiblemente sus costes de mantenimiento y hacen que su peaje esté entre los más caros de España si se atiende al coste por kilómetro. Sin embargo el elevado coste que conlleva el paso por la autopista no se ve reflejado en el estado de conservación que en general es lamentable, desde la pintura de la misma, al peraltado de las curvas, que en algunas de ellas es inverso (contraperalte). Además, es además bastante habitual el corte de la autopista durante los meses de invierno, al preferir la concesionaria cerrar la autopista y perder los ingresos a invertir en mantenerla abierta. Mientras, la carretera N-630, que transita por cotas mucho más elevadas y con un trazado mucho más montañoso, suele permanecer abierta al ser gestionada por el Gobierno y no depender su apertura o cierre de factores económicos. Por otra parte, un reciente informe del Programa Europeo de Evaluación de Túneles (EuroTAP) califica al túnel de Pando, uno de los siete que posee la autopista, de 1,5 kilómetros de longitud, dentro de los más peligrosos de Europa.
Desde la puesta en servicio de la autopista, contó con tres puestos de peaje; dos situados en la vía principal y un tercero en la salida 113 La Magdalena - La Robla, de forma que los vehículos que recorriesen el trazado completo de la autopista se veían obligados a realizar dos paradas para el abono del peaje. Desde enero de 2009, se suprime uno de los puestos de la vía principal, concretamente el situado en Campomanes, 
encajado en un valle estrecho y de difícil ampliación, centralizándose desde entonces el pago del peaje en el puesto de La Magdalena. Como consecuencia de esto, fue necesario instalar un nuevo punto de peaje en la salida 93 Villablino - Embalse de los Barrios de Luna - La Pola de Gordón. Estos cambios no afectaron a la tarificación vigente.
Durante los últimos años, y ante la presión de diferentes colectivos tras la promesa incumplida de José Luis Rodríguez Zapatero de eliminar el peaje si alguna vez llegaba a ser presidente del Gobierno, el importe del peaje fue rebajado levemente, especialmente a transportistas, medida considerada insuficiente por el grueso de los usuarios de la vía. Se instaló también un sistema tarifario en el que el importe disminuye progresivamente en función del número de veces que se use la autopista en un mes, siempre que la misma se utilice cuatro veces al mes como mínimo.
En el año 2021, el mismo en el que en principio iba a acabar la concesión, el grupo político Podemos denunció ante la Comisión Europea la prórroga del Peaje del Huerna realizada por el gobierno de José María Aznar, basándose en que hay varios aspectos de la normativa europea y estatal que no fueron cumplidos cuando se tramitó la prórroga del peaje. Además la publicitación de su licitación se hizo a dedo. También se animó a guardar los recibos tras el 17 de octubre de 2021, para poder reclamarlos si se declara ilegal.
Las tarifas de peaje de la autopista Campomanes-León varían según la categoría del vehículo y se pueden consultar en la página oficial de la empresa concesionaria. La última subida fue el 1 de enero de 2024, tras los IPCs del año 2022, 2023 y aún quedan subidas pendientes. 
En el año 2022 se inició por parte del Ministerio de Transportes la reforma de los túneles de la autopista para adecuarlos a la normativa europea. Hay críticas ya que se encarga directamente el Estado con dinero público y no la Concesionaria que cobra el peaje. Además el precio del peaje no baja para compensar las molestias ocasionadas.
En el año 2024 se instauran a partir del 1 de noviembre rebajas desde el primer viaje para turismos pero para poder obtener ese descuento es necesario contar con telepeaje y hacer al menos 3 recorridos completos en el mes.
Varios grupos políticos como Podemos, Izquierda Unida de Asturias y Foro Asturias reclaman la supresión inmediata del Peaje al Ministerio de Transportes.
El 1 de enero de 2025 vuelve a subir el precio y se establece en 15,60 € para un turismo. Se da la circunstancia debido a los descuentos que en un solo pase en un mes paga más un turismo que un camión o autobús cosa que va en contar de los principios europeos de quien más contamina, más paga. Además en noviembre de 2024 la FSA-PSOE comentó que no era el momento de pedir la supresión del peaje.

## Tráfico (Intensidad media diaria)
La intensidad media diaria (IMD), según el Ministerio de Fomento, registró en 2013 la cifra de 7511 vehículos diarios, con un 5,8 % menos que en 2012. El tráfico de camiones descendió un 6,4 % en 2011 con respecto a 2012, situándose la IMD en 1146. El crecimiento del tráfico fue constante en las últimas dos décadas, ya que en 1990 la IMD apenas alcanzaba los 3661 vehículos al día. En 2007 se registró la cifra más alta, con una IMD de 10 288 vehículos, y desde entonces el tráfico ha descendido un 27 por ciento. Dicho tráfico se ha recuperado ligeramente desde entonces y en 2016 la IMD es de 8.240 vehículos diarios, de los que 1.239 correspondían a vehículos pesados, suponiendo un ascenso de un 4,09% respecto a 2015.
Los meses estivales contabilizan un tráfico más alto, con una IMD de 10 317 en julio de 2013 y de 12 348 en agosto de 2013. En cambio, enero y febrero de 2013 solo registraron una IMD de 5279 y 5504 vehículos diarios, respectivamente, siendo el invierno el período con menos tráfico. Dicha tendencia se mantiene en la actualidad, dado que en 2016 la IMD más elevada se produjo en agosto, con 13.287 vehículos diarios y la más baja en enero con 5.658.

## Incidencias notables

### Gran colapso de diciembre de 2008
Debido a una fuerte nevada, el 14 de diciembre de 2008 más de 400 conductores quedaron atrapados en la nieve a la espera de que una unidad especial del Ejército Español acudiera en su rescate ante la inoperancia de Aucalsa. Para más indignación de los leoneses y asturianos en general y los usuarios atrapados en particular (que tras seis horas atrapados tuvieron que pagar el peaje igualmente, aunque luego la empresa fue obligada a su devolución), mientras que la autopista de peaje estaba cerrada, el puerto de Pajares permanecía abierto al tráfico. El caso aún se encuentra abierto, y se espera una sanción para la empresa concesionaria por el deficiente servicio que ofrece.
Este suceso tuvo su preludio en Semana Santa de ese mismo año, cuando una nevada hizo que 25 000 conductores quedaran atrapados en un gran atasco.
Al final, el 14 de septiembre de 2010 se publicó a la sentencia en la que se condenaba a AUCALSA a pagar una multa millonaria.

### Desprendimiento de 2024

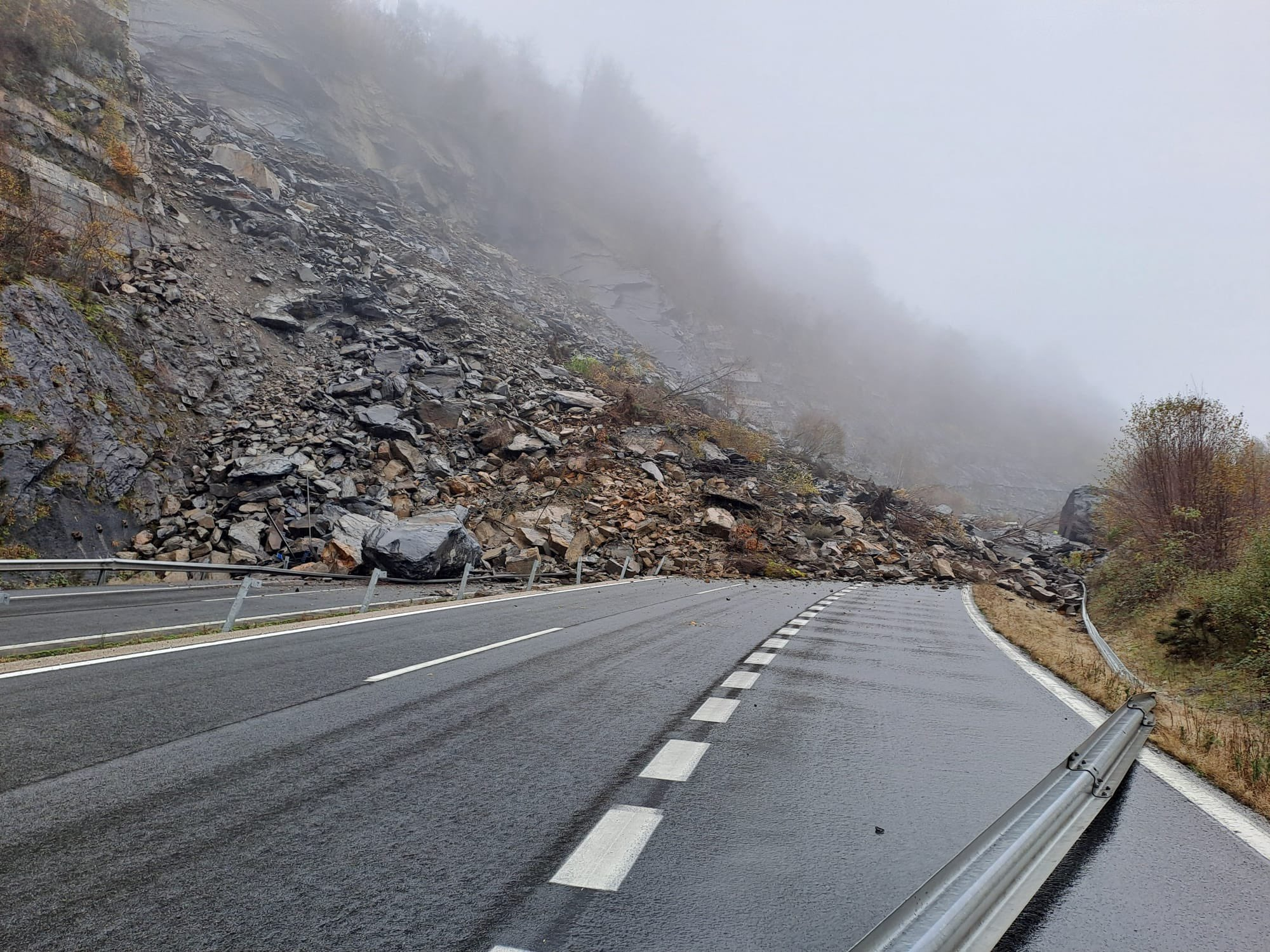

El domingo 10 de noviembre de 2024 ocurrió un corrimiento de tierra que desprendió parte de una ladera sobre las dos calzadas de la autopista a la altura del punto kilométrico 76, en el concejo de Lena, en la vertiente asturiana de la vía. No se lamentaron daños personales, pero se tuvo que interrumpir la circulación entre Asturias y León. 17 días después del desprendimiento, el miércoles 27 de noviembre a las 20:00 horas aproximadamente, se restablece parcialmente la circulación gracias a la construcción de un baipás de 3 carriles (2 sentido León y 1 sentido Oviedo) con 270 metros de longitud y una anchura total de 12 metros (4 por carril) para facilitar el paso de máquinas quitanieves, los cuales están separados por barreras New Jersey. La velocidad máxima en todo el baipás está limitada a 40 km/h. Para garantizar la seguridad del tráfico se colocó una barrera dinámica de 100 metros en la zona del desprendimiento capaz de soportar 9000 kilojulios.

## Alternativas
La única alternativa directa gratuita a la AP-66 es la carretera N-630. Esta carretera parte desde Campomanes y atraviesa el puerto de Pajares por un trazado de 1833, sin remodelar desde 1983 por decisión del Gobierno, que no invierte en su mejora desde entonces para favorecer el tráfico por la AP-66. Se atraviesan Campomanes (variante urbana), Puente de los Fierros, La Muela, La Romía, Flor de Acebos, Pajares (variante urbana), Arbas del Puerto, Busdongo de Arbas, Villanueva de la Tercia, Villasimpliz, Ciñera, El Millar y Puente de Alba. Solamente se evitan aquellos pueblos que en 1983 (al momento de abrirse la AP-66) ya contaban con variante: Campomanes (parcialmente), La Frecha, Renueva, Pajares (parcialmente), Villamanín, La Vid de Gordón, La Pola de Gordón, Santa Lucía, Huergas de Gordón, Peredilla, La Robla, Cascantes de Alba, La Seca de Alba, Cuadros, Campo y Santibáñez, Lorenzana, Azadinos y León (parcialmente). Desde León es posible enlazar con la A-66 eludiendo las travesías del propio León, de Trobajo del Cerecedo y de Onzonilla utilizando la carretera LE-20 y las autovías LE-30, LE-11 y A-231.
Otra opción para pagar menos peaje es salirse en La Magdalena e ir hasta León por la CL-626, carretera con menos tráfico que la N-630. En dirección Asturias lo mismo: ir hasta La Magdalena por la CL-626 y coger la autopista dirección Oviedo.

## Tramos
| Denominación | Tramo | Kilómetros                                                | Año servicio |
| ------------ | --- | --------------------------------------------------------- | --- |
| AP-66        | Campomanes - Túnel de Entrerregueras | 13                                                        | 1983 |
| AP-66        | Túnel de Entrerregueras - Enlace de La Magdalena Tramo original: Túnel de Entrerregueras - Enlace de La Magdalena Tramo: Segundo Túnel de Entrerregueras Tramo ampliado: Túnel de Entrerregueras - Túnel de Pando Tramo: Segundo Túnel de Pando Tramo ampliado: Túnel de Pando - Túnel de Vegaviesga Tramo: Segundo Túnel de Vegaviesga Tramo ampliado: Túnel de Vegaviesga - Túnel de Negrón Tramo: Segundo Túnel de Negrón Tramo ampliado: Túnel de Negrón - Túnel de Oblanca Tramo: Segundo Túnel de Oblanca Tramo ampliado: Túnel de Oblanca - Túnel de Barrios Tramo: Segundo Túnel de Barrios Tramo ampliado: Túnel de Barrios - Enlace de La Magdalena | 34,5 0,28 0,5 1,4 0,35 0,24 1,7 4,1 4,9 0,67 7,1 1,6 11,7 | 1 carril por sentido: 1983 1990 2 carriles por sentido: 1991 1991 2 carriles por sentido: 1991 1991 2 carriles por sentido: 1991 1997 2 carriles por sentido: 1987 1990 2 carriles por sentido: 1987 1993 2 carriles por sentido: 1987 |
| AP-66        | Enlace de La Magdalena - La Virgen del Camino | 29,4                                                      | 1983 |

NOTA: Toda la cronología de la  AP-66  puedes consultar en:

## Recorrido
|  | P.K. | Sentido la Virgen del Camino                                                        | Sentido Campomanes                                                                  | Carretera que enlaza                      | Observaciones |
|  | ---- | ----------------------------------------------------------------------------------- | ----------------------------------------------------------------------------------- | ----------------------------------------- | --- |
|  | 65   | Campomanes-Oviedo-Gijón                                                             | Campomanes-Oviedo-Gijón                                                             | A-66 Oviedo - Gijón N-630 Pto. de Pajares | |
|  |      | Peaje de Campomanes                                                                 | Peaje de Campomanes                                                                 |                                           | Eliminado en enero de 2009 |
|  | 76   | Área de Descanso Entrerregueras                                                     | Área de Descanso Entrerregueras                                                     |                                           | Actualmente solo sentido Onzonilla                                                                                              |
|  |      | Túnel de Entrerregueras I 272 m.                                                    | Túnel de Entrerregueras II 280 m.                                                   |                                           | |
|  |      | Túnel de Pando I 1220 m.                                                            | Túnel de Pando II 1453 m.                                                           |                                           | |
|  |      | Túnel de Vegaviesga I 230 m.                                                        | Túnel de Vegaviesga II 236 m.                                                       |                                           | |
|  | 81   | Área de Descanso Vegaviesga                                                         | Área de Descanso Vegaviesga                                                         |                                           | Solo sentido Campomanes |
|  |      |                                                                                     |                                                                                     |                                           | |
|  |      | Túnel de El Negrón I 4100 m.                                                        | Túnel de El Negrón II 4144 m.                                                       |                                           | |
|  |      |                                                                                     |                                                                                     |                                           | |
|  | 89   | Área de Servicio de Caldas de Luna                                                  | Área de Servicio de Caldas de Luna                                                  |                                           | Servicio de carburante solo sentido Onzonilla Túnel Peatonal por debajo de la autopista uniendo áreas de descanso y de servicio |
|  |      | Túnel de Oblanca I 650 m.                                                           | Túnel de Oblanca II 667 m.                                                          |                                           | |
|  | 93   | Villablino-Embalse de los Barrios de Luna La Pola de Gordón                         | Villablino-Embalse de los Barrios de Luna La Pola de Gordón                         | CL-623 LE-473                             | |
|  | 94   | Puente de Fernández Casado sobre el Embalase de Barrios de Luna                     | Puente de Fernández Casado sobre el Embalase de Barrios de Luna                     |                                           | |
|  |      | Túnel de Cosera I 220 m.                                                            | Túnel de Cosera II 227 m.                                                           |                                           | |
|  | 98   | Área de Descanso Mayo de Luna                                                       | Área de Descanso Mayo de Luna                                                       |                                           | Solo sentido Campomanes |
|  |      | Túnel de Barrios I 1600 m.                                                          | Túnel de Barrios II 1614 m.                                                         |                                           | |
|  | 105  | Área de Descanso Vega de los Caballeros                                             | Área de Descanso Vega de los Caballeros                                             |                                           | Solo sentido Onzonilla |
|  | 113  | La Magdalena-La Robla                                                               | La Magdalena-La Robla                                                               | CL-623                                    | |
|  |      | Peaje de La Magdalena                                                               |                                                                                     |                                           | |
|  | 122  | Área de Descanso Rioseco de Tapia                                                   | Área de Descanso Rioseco de Tapia                                                   |                                           | |
|  | 125  | Área de Servicio de Rioseco de Tapia                                                | Área de Servicio de Rioseco de Tapia                                                |                                           | Servicio de carburante solo sentido Campomanes Pasarela Peatonal sobre la autopista uniendo áreas de descanso y de servicio     |
|  | 135  | Área de Descanso Valverde de la Virgen                                              | Área de Descanso Valverde de la Virgen                                              |                                           | |
|  | 142  | León - Astorga - Aeropuerto de León - La Virgen del Camino Astorga - La Coruña León | León - Astorga - Aeropuerto de León - La Virgen del Camino Astorga - La Coruña León | N-120 AP-71 LE-30                         | |